# Додредноут
Додредноут, или линкор додредноутного типа (англ. Pre-dreadnought battleship) — класс линкоров, выделившийся после появления класса дредноутов во второй половине первого десятилетия XX века, совершившего кардинальную революцию в мировом кораблестроении.

## Основные сведения

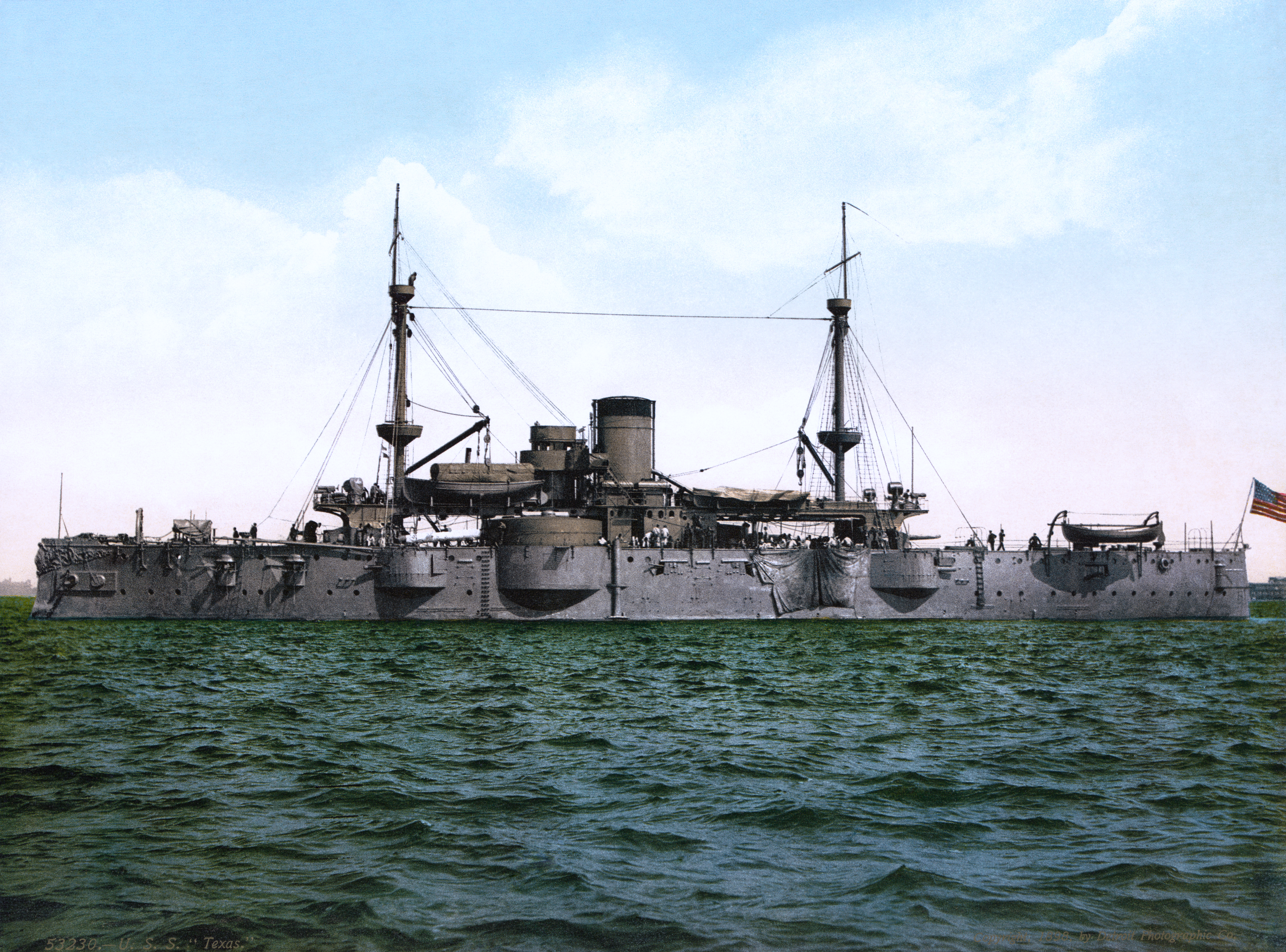
Броненосец ВМС США. Фотохромная печать 1898 года

К классу додредноутов в широком значении этого слова относили эскадренные (т. н. «классические») броненосцы, строившееся с начала 1890-х годов и отличавшиеся некой стандартизацией, в отличие от броненосцев 70-х и 80-х годов XIX века. Основоположниками данных кораблей послужили английские броненосцы типа «Маджестик». Типичный броненосец представлял собой корабль, построенный из стали, с поясной закалённой броней, имел главную батарею из четырёх крупнокалиберных орудий в двух оконечных башнях, с размещённой по бортам батареей орудий среднего калибра, а также малокалиберными орудиями, выполняющими функции противоминной артиллерии. В качестве двигательной установки на додредноутах использовалась паровая машина тройного расширения.

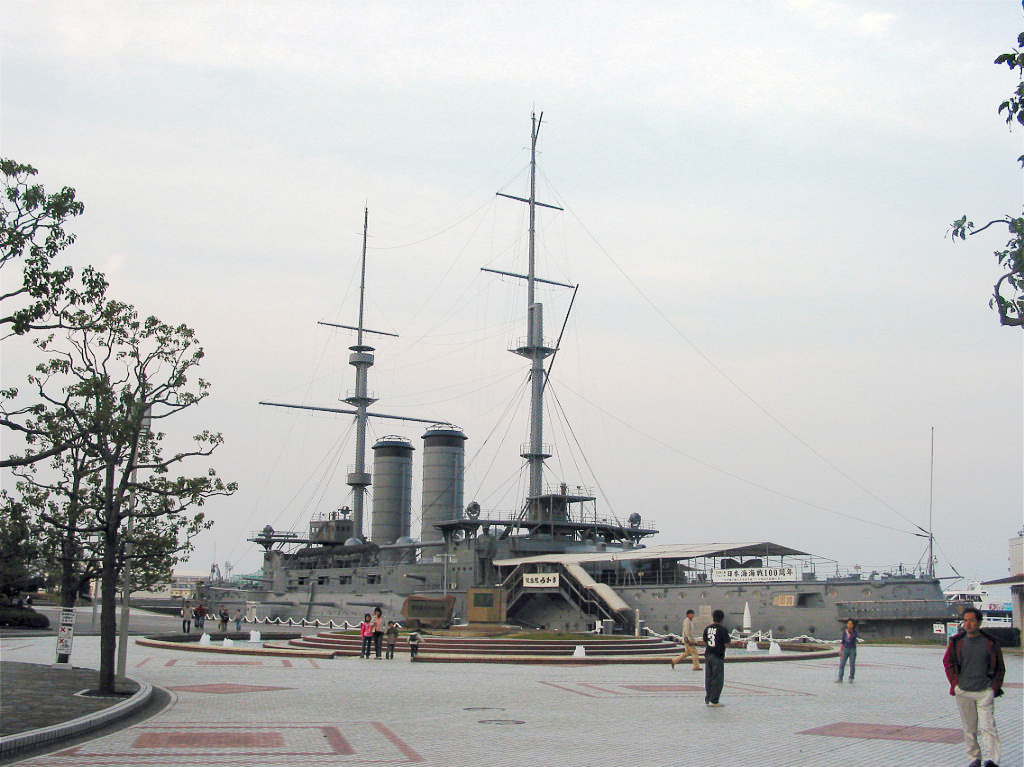
«Микаса» в Йокосуке

К собственно додредноутам в ограниченном значении этого слова относились последние типы эскадренных броненосцев, появившиеся в начале XX в., и имевшие, помимо орудий главного, среднего и противоминного калибров, ещё и так называемый «промежуточный калибр» (190—254 мм), уже не допускавшим управляться вручную при заряжании. Типичным примером кораблей, вооружённых такой артиллерией, могут служить британские броненосцы типа «Кинг Эдуард VII», французские броненосцы типа «Демократи», американские броненосцы типа «Вирджиния», броненосцы типа «Коннектикут» и броненосцы типа «Миссисипи», японские броненосцы типа «Катори» и Аки, русские броненосцы типа «Евстафий». Некоторые последние классы броненосцев, например британские броненосцы типа «Лорд Нельсон», французские броненосцы типа «Дантон», австро-венгерские броненосцы типа «Радецкий», итальянские броненосцы типа «Реджина Елена», японский броненосец Сацума и русские броненосцы типа «Андрей Первозванный» имели (помимо главного и противоминного калибров) только «промежуточный калибр», который заменил полностью орудия среднего калибра. В то же время последние германские эскадренные броненосцы типа «Брауншвейг» и броненосцы типа «Дойчланд» можно отнести к додредноутам, в ограниченном значении этого слова (см. выше), только с оговоркой, так как они не имели орудий «промежуточного калибра», зато их батарея среднего калибра была весьма мощной — 14 орудий калибром 170 мм.. С другой стороны американские броненосцы типа «Индиана», Айова и броненосцы типа «Кирсадж», хотя и имели артиллерию «промежуточного» калибра 203 мм, нельзя считать додредноутами в этом значении, так как они относились к первым сериям, строились в 90-х годах XIX века, несли орудия снаряжаемые дымным порохом и имели общий технический уровень того времени, а не первого десятилетия XX века.
Хотя с появлением дредноутов додредноуты сразу же серьёзно устарели, но, несмотря на новый виток гонки морских вооружений, они составляли основной костяк многих флотов мира. Даже такие мощные на тот момент морские державы, как Великобритания и Германия, не могли позволить себе вывести из состава флота додредноуты, вступив с ними в Первую мировую войну. В Дарданелльской операции 1915 г. Великобритания и Франция использовали несколько таких эскадренных броненосцев. Россия активно использовала на Чёрном море в 1914—1916 гг. против турецкого флота как старые броненосцы конца XIX века «Двенадцать апостолов», «Три святителя», «Ростислав», «Георгий Победоносец», так и более поздние, усовершенствованные с использованием опыта русско-японской войны, «Иоанн Златоуст» и «Евстафий», постройка которых была завершена лишь к 1912 году. Германия даже использовала додредноуты в одном строю с дредноутами в самом крупном сражении войны — Ютландском. По итогам сражения стало окончательно ясно, что данный класс кораблей изжил себя, хотя некоторые его представители дожили до Второй мировой войны, например, броненосец «Шлезвиг-Гольштейн», пушки которого сделали первые выстрелы Второй мировой войны.

## Вооружение
Додредноуты были вооружены орудиями нескольких различных калибров; считалось, что у каждого из них была в бою собственная роль.

### Главный калибр

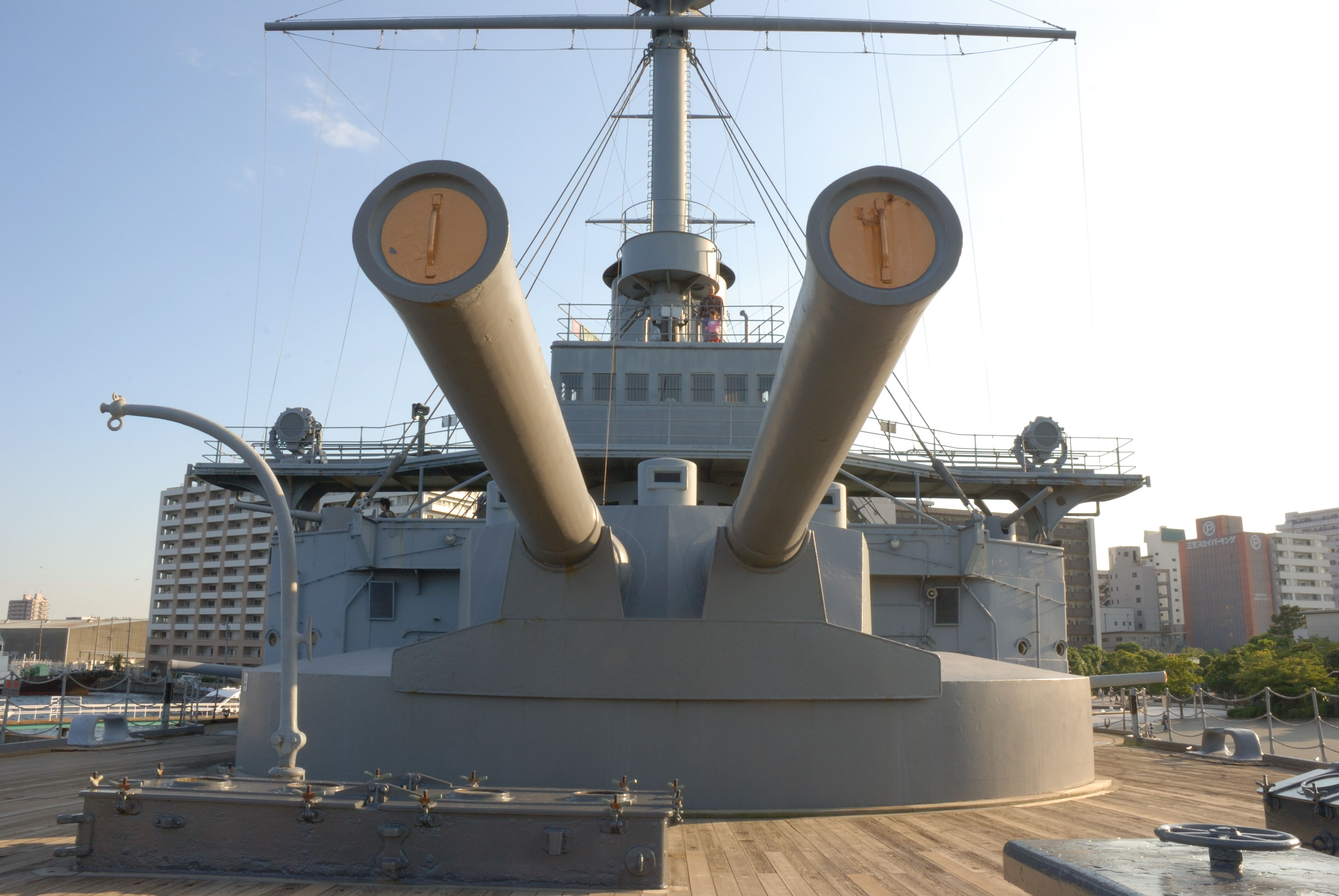
12-дюймовые орудия носовой башни главного калибра «Микасы»

«Классический» эскадренный броненосец имел 4 орудия главного калибра в двухорудийных башнях, расположенных в диаметральной плоскости в оконечностях корабля. Таким образом, в нос или корму могли вести огонь два орудия, а на борт — все 4. В конце XIX века калибр этих орудий составлял обычно 12 дюймов (305 мм). Очень немногие додредноуты отклонялись от этой схемы.

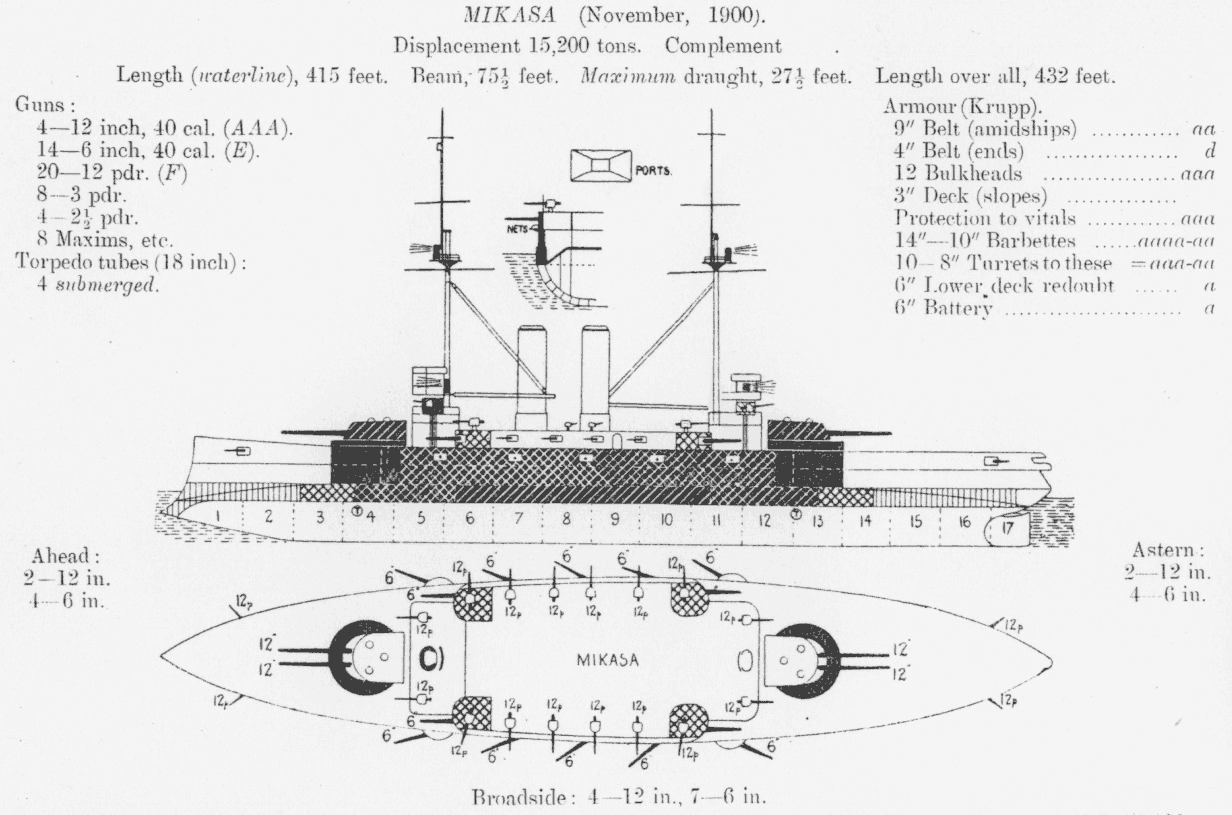
Расположение орудий различных калибров на японском броненосце «Микаса»

Орудия меньшего калибра позволяли несколько увеличить скорострельность и снизить вес и размеры корабля. Так, германские броненосцы несли главные орудия калибром 11 дюймов (279 мм) и даже 9,4 дюйма (240 мм) («Кайзер» и «Виттельсбах»). Российские броненосцы типа «Пересвет» несли 10-дюймовые орудия (254 мм), поскольку тактически предназначались для крейсерских действий на коммуникациях противника.
В США популярен был более крупный 13-дюймовый калибр (330 мм): такими пушками вооружали броненосцы классов «Индиана», «Кирсардж» и «Иллинойс».
Развитие химии и металлургии во второй половине века позволяло регулярно улучшать характеристики тяжёлых корабельных орудий, не изменяя их калибр. Так, 12-дюймовые пушки британского «Маджестика» (1895 г.) длиной ствола в 35 калибров обеспечивали снаряду начальную скорость в 720 м/с и могли прицельно стрелять на 9 км. Орудия того же калибра на «Лорде Нельсоне» (1908 г.) имели ствол длиной в 45 клб, начальную скорость снаряда 820 м/с и максимальную дальность стрельбы около 22 км.

### Средний калибр

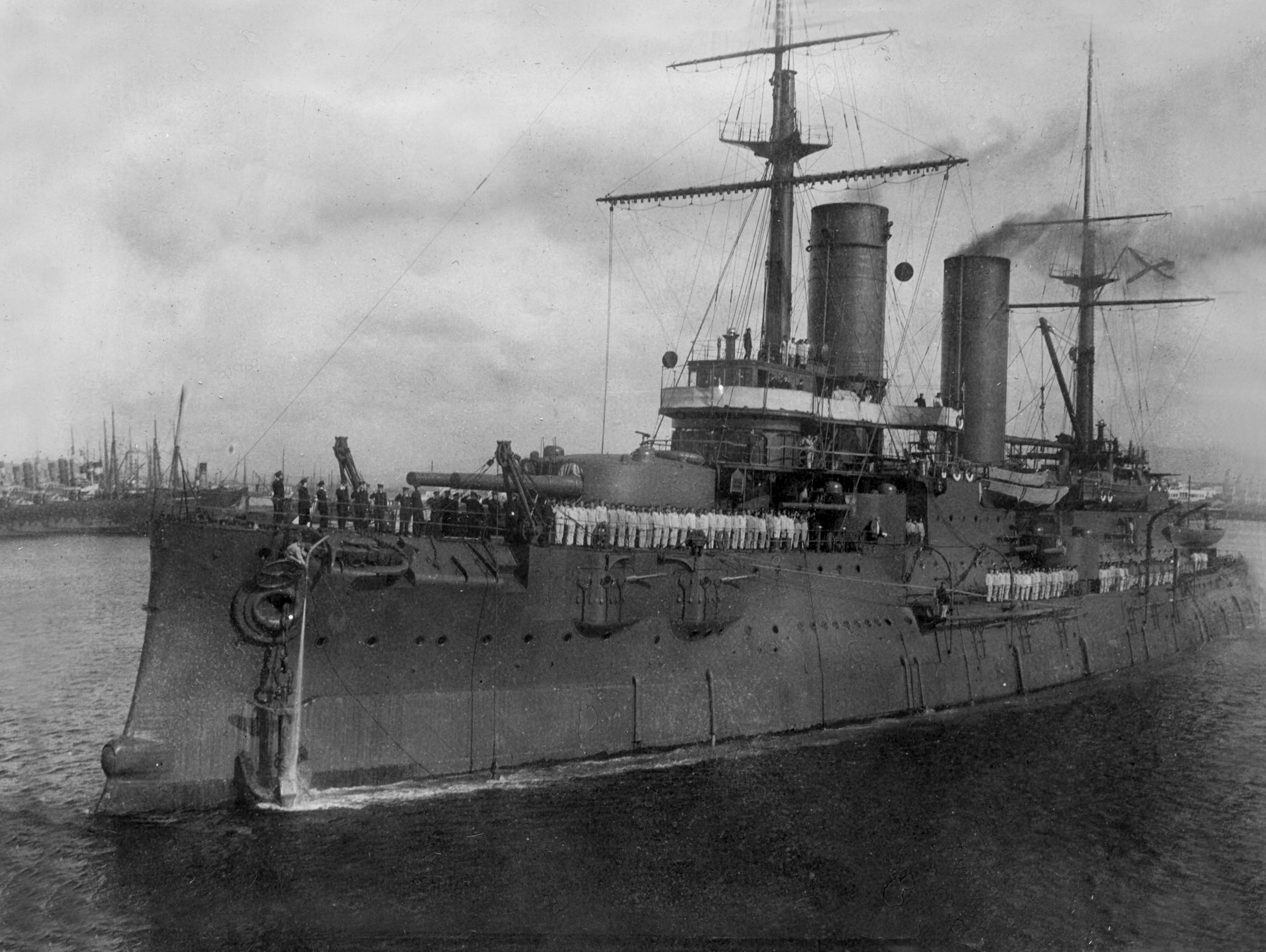
Русский броненосец «Слава»: видны башенные установки 152-мм орудий среднего калибра

Поскольку тяжёлые орудия главного калибра обладали низкой скорострельностью и небольшой точностью (особенно дульнозарядные варианты середины XIX века), броненосцы несли также около десятка лёгких, но скорострельных пушек. Они предназначались для поражения небронированных элементов и для борьбы с более лёгкими кораблями любых классов.
С практической точки зрения максимальный калибр, который ещё допускал ручное заряжание (а значит, высокую скорострельность), составлял 7,1 дюйма (180 мм).

### Противоминный калибр
Небольшие, но быстрые и манёвренные миноносцы, которые появились во флотах в больших количествах в последней четверти XIX века, представляли для броненосцев серьёзную угрозу. Для борьбы с ними додредноуты вооружались большим количеством лёгких и скорострельных орудий, допускавших патронное заряжание, самых разных калибров — от 1 дюйма (25,4 мм) и выше. Одной из самых распространённых в этой роли была 47-мм пушка Гочкиса, которую приняли на вооружение многие флоты, в том числе российский. В ряде случаев для борьбы с миноносцами на самых близких дистанциях предназначались и пулемёты.
Противоминные орудия благодаря небольшому размеру и весу располагали на верхней палубе и высоких точках корабля, например на надстройках и на боевых марсах мачт. Это позволяло увеличить дальность обнаружения и стрельбы, особенно в условиях сильного волнения, которое могло создать проблемы для низко расположенных казематных скорострельных орудий.

### Промежуточный калибр

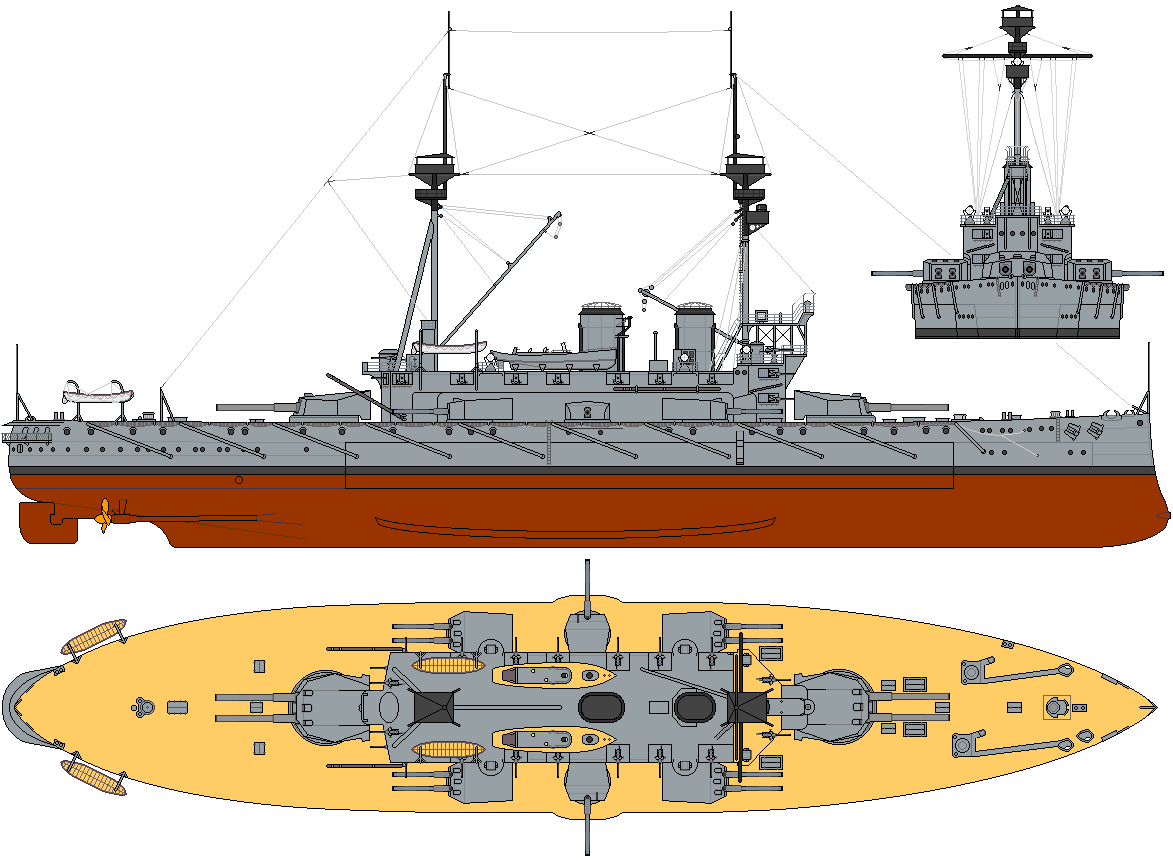
Британские броненосцы типа «Лорд Нельсон» несли десять стволов промежуточного калибра 9,2 дюйма (234 мм)

Некоторые типы додредноутов несли ещё один, промежуточный калибр (имеется в виду «промежуточный» между главным и средним). 

### Торпедное вооружение
Торпедное вооружение для тяжёлых артиллерийских кораблей конца XIX века считалось почти обязательным, хотя случаев, когда броненосец поразил цель торпедой в бою, практически не было. Самым распространённым калибром торпед на додредноутах был 18-дюймовый (457 мм). Аппараты были неповоротными и могли располагаться как под ватерлинией, так и над ней.